# Anne McLaren
Dame Anne Laura Dorinthea McLaren, DBE, (* 26. April 1927; † 7. Juli 2007) war eine britische Entwicklungsbiologin und Genetikerin. 1958 gelang es ihr gemeinsam mit John Biggers, erstmals Embryonen der Hausmaus vor der Einnistung in die Gebärmutter aus dem Eileiter zu entnehmen, zwei Tage lang in einem Nährmedium aufzubewahren und danach wieder in die Gebärmutter einzubringen, so dass die Embryonen anschließend im Verlauf einer normalen Schwangerschaft heranwuchsen. Dieses Experiment, die erfolgreiche Kombination von Zellkultur und Embryotransfer, öffnete den Weg zur In-vitro-Fertilisation, zur Präimplantationsdiagnostik und zur Stammzellforschung, deren gesellschaftliche Folgen sie bis zu ihrem Tod zu beeinflussen suchte. So gehörte sie jener Expertengruppe an, die das britische Gesetz zur Regulierung der künstlichen Befruchtung (Human Fertilisation and Embryology Act von 1990) vorbereitete.
Für ihr Lebenswerk wurde Anne McLaren 2001 ein UNESCO-L’Oréal-Preis und 2002 der Japan-Preis zuerkannt.

## Werdegang
Anne McLaren war die Tochter des wohlhabenden und als fortschrittlich geltenden Industriellen Henry McLaren, des Zweiten Barons Aberconway, und von Christabel McNaughten. Sie studierte ab 1945 Zoologie an der Universität Oxford und erwarb dort 1949 zunächst den Master-Grad und 1952 den Doktor-Grad. Danach wechselte sie als Research Fellow ans University College London (1952–1955) und arbeitete zeitweise u. a. bei J. B. S. Haldane und Peter Brian Medawar, von 1955 bis 1959 war sie am Royal Veterinary College tätig. 1959 ging Anne McLaren nach Edinburgh, wo sie bis 1974 ihr eigenes Labor in der Unit of Animal Genetics des Agricultural Research Council der Universität Edinburgh führte. 1974 ging sie zurück nach London, wo sie bis zu ihrer Emeritierung im Jahr 1992 die Abteilung für „Entwicklungsbiologie der Säugetiere“ des Medical Research Council leitete. Danach forschte sie weiter am Gurdon Institute in Cambridge.

## Tätigkeiten
Nach ihrem Erfolg auf dem Gebiet des Embryotransfers galten ihre Forschungsinteressen u. a. epigenetischen Fragen, insbesondere erforschte sie den Einfluss der Umwelt des Embryos (also der Gebärmutter) auf die Entwicklung des Embryos. Später erforschte sie die Entwicklung von Keimzellen und die Geschlechtsdetermination. Ihr gelang es, jene Zellen im frühen Embryo zu identifizieren, aus denen dessen Keimzellen entstehen. Diese Erkenntnisse wurden später genutzt, um Zelllinien aus diesen noch weitgehend undifferenzierten Embryonalzellen herzustellen. Ferner vereinigte sie Zellen unterschiedlicher Embryonen zu Chimären und schrieb über diese biotechnische Methode ein einflussreiches Fachbuch.
Von 1991 bis 1996 war Anne McLaren als Foreign Secretary für die Auslandskontakte der Royal Society zuständig: Sie war die erste Frau, die seit Gründung dieser Gelehrtengesellschaft (1660) ein Leitungsamt innehatte. Bereits 1975 war sie zum Fellow der Royal Society ernannt worden. 1990 bekam sie von der Royal Society die Royal Medal verliehen, 1991 wurde sie in die American Academy of Arts and Sciences gewählt. 2007 wurde sie mit dem March of Dimes Prize in Developmental Biology ausgezeichnet.

## Persönliches
Anne McLaren fühlte sich dem Sozialismus verpflichtet, gehörte in der Zeit des Kalten Krieges der Communist Party of Great Britain an und unterstützte wiederholt Anti-Kriegs-Demonstrationen der britischen Friedensbewegung. Als ihr 2002 in Anwesenheit der gesamten Staatsführung in Tokyo der Japan-Preis verliehen wurde, wünschte sie sich für die musikalische Umrahmung Where Have All the Flowers Gone (gesungen von Joan Baez) sowie das John-Lennon-Stück Imagine, da es Ausdruck „einer Welt des Friedens, der Liebe und der sozialen Harmonie“ sei.
Anne McLaren war von 1955 bis 1959 mit ihrem Arbeitskollegen Donald Michie verheiratet und hatte mit ihm drei Kinder, u. a. den Ökonomen Jonathan Michie. Auch nach ihrer Scheidung blieben sie gute Freunde, und seit 2005 lebten beide wieder zusammen. Am 7. Juli 2007 starben sie gemeinsam an den Folgen eines Autounfalls auf der Autobahn M11 zwischen Cambridge und London.

## Trivia
Als Kind spielte sie im Film Was kommen wird von 1936 mit.
Am 26. April 2021 wäre Anne McLaren 94 Jahre alt geworden. Aus diesem Anlass wurde sie von der Suchmaschine Google mit einem Doodle geehrt.

## Schriften (Auswahl)
- mit John D. Biggers: Successful development and birth of mice cultivated in vitro as early embryos. In: Nature. Band 182, 1958, S. 877–878, doi:10.1038/182877a0.
- Mammalian Chimaeras. Cambridge University Press, Cambridge (UK) 1976, ISBN 0-521-21183-2.

## Belege
1. 1 2  Janet Rossant, Brigid Hogan: Anne McLaren (1927–2007). In: Science. Band 317, 2007, S. 609, doi:10.1126/science.1147801.
2. ↑  Anne McLaren dies. Royal Society medal winner was a leader in mammalian development research. (Memento vom 29. September 2007 im Internet Archive). Im Original publiziert auf the-scientist.com vom 11. Juli 2007.
3. 1 2  Dame Anne McLaren. Geneticist resolute in addressing the techniques and ethics of fertility. Auf: guardian.co.uk vom 10. Juli 2007.
4. ↑  Biografie. (Memento vom 28. März 2007 im Internet Archive) Im Original publiziert auf japanprize.jp.
5. ↑  Azim Surani, Jim Smith: Anne McLaren (1927–2007). In: Nature. Band 448, 2007, S. 764–765, doi:10.1038/448764a.
6. ↑  Anne McLaren: Google-Doodle zum 94. Geburtstag der Biologin & Pionierin der Stammzellenforschung – GWB. In: GoogleWatchBlog. 26. April 2021, abgerufen am 8. Mai 2022.

| Personendaten    | Personendaten                             |
| ---------------- | ----------------------------------------- |
| NAME             | McLaren, Anne                             |
| ALTERNATIVNAMEN  | McLaren, Anne Laura Dorinthea             |
| KURZBESCHREIBUNG | britische Entwicklungsbiologin            |
| GEBURTSDATUM     | 26. April 1927                            |
| STERBEDATUM      | 7. Juli 2007                              |
| STERBEORT        | Autobahn M1 zwischen Cambridge und London |